# Lijst van Stolpersteine in Roosendaal

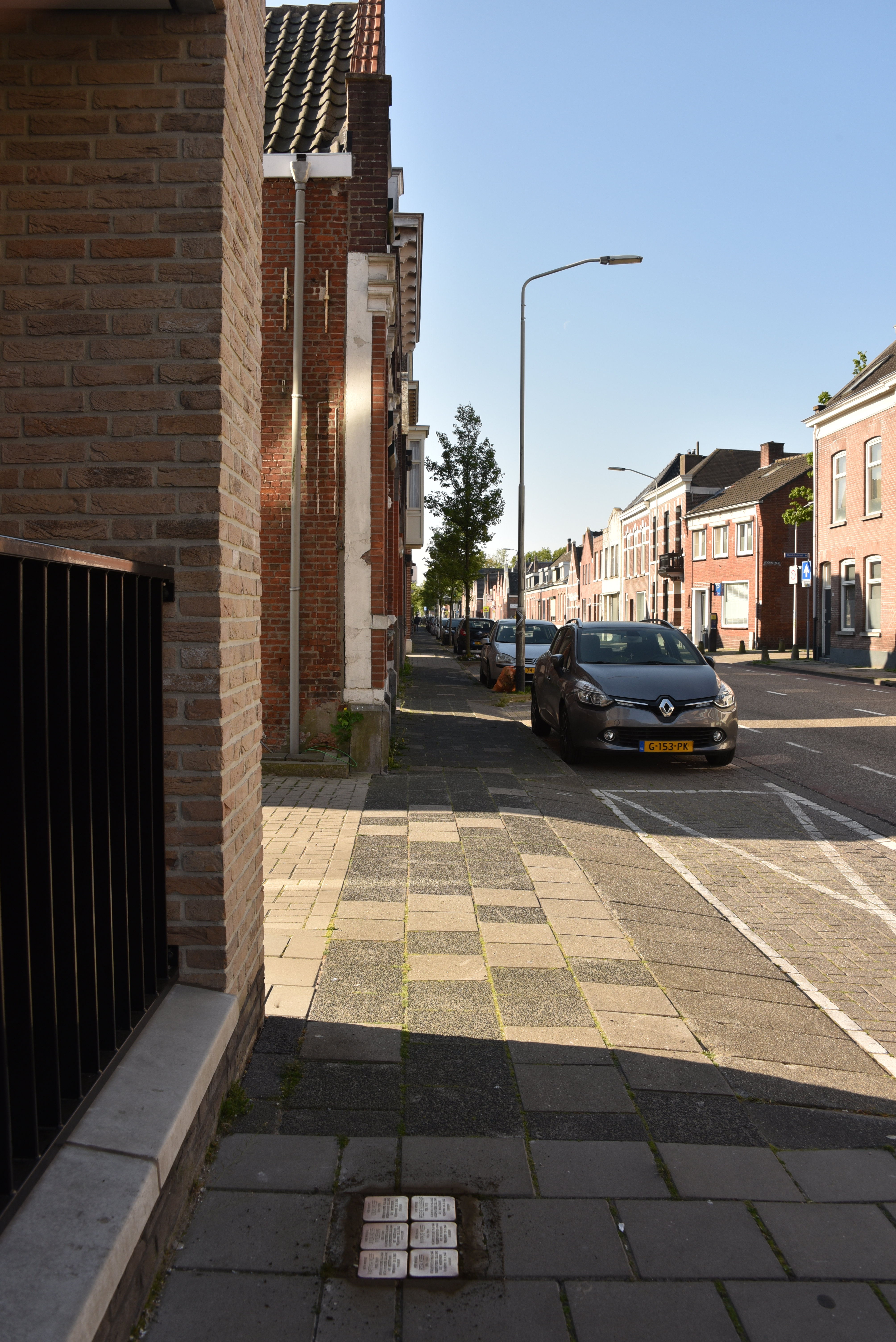
Stolpersteine voor familie Kleef, Hulsdonksestraat 27

De lijst van Stolpersteine in Roosendaal geeft een overzicht van de gedenkstenen die in de gemeente Roosendaal in de Nederlandse provincie Noord-Brabant zijn geplaatst in het kader van het Stolpersteine-project van de Duitse beeldhouwer-kunstenaar Gunter Demnig.
Stolpersteine zijn opgedragen aan slachtoffers van het nationaalsocialisme, al diegenen die zijn vervolgd, gedeporteerd, vermoord, gedwongen te emigreren of tot zelfmoord gedreven door het nazi-regime. Demnig legt voor elk slachtoffer een aparte steen, meestal voor de laatste zelfgekozen woning.
Omdat het Stolpersteine-project doorloopt, kan deze lijst onvolledig zijn.

## Stolpersteine
In de gemeente Roosendaal liggen 28 Stolpersteine.

### Roosendaal
In Roosendaal liggen 28 Stolpersteine op achttien adressen.
| Afbeelding | Inscriptie | Adres                                         | Herdachte persoon                                               |
| ---------- | --- | --------------------------------------------- | --------------------------------------------------------------- |
|            | HIER WOONDE GERARDUS ALOYSIUS AVERDIECK GEB. 1899 GEARRESTEERD 19.7.1944 GEVANGENIS SCHEVENIGEN VERMOORD 11.8.1944 KAMP VUGHT                | Vincentiusstraat 7 Kaart (OSM)                | Gerardus Aloysius Averdieck (1899-1944)                         |
|            | HIER WOONDE HELENE BOLLEGRAF GEB. 1915 GEARRESTEERD 16.5.1943 GEDEPORTEERD 25.5.1943 UIT WESTERBORK VERMOORD 28.5.1943 SOBIBOR               | Hulsdonksestraat 27 Kaart (OSM)               | Helene Bollegraf (1915-1943)                                    |
|            | HIER WOONDE MINA COZIJN GEB. 1896 GEDEPORTEERD 1942 UIT WESTERBORK VERMOORD 3.9.1942 AUSCHWITZ                                               | Burgemeester Schoonheijtstraat 37 Kaart (OSM) | Mina Cozijn (1896-1942)                                         |
|            | HIER WOONDE LEENTJE VAN ELST GEB. 1921 GEARRESTEERD 25-7-1944 VERMOORD 26-3-1945 KAMP HIRZENHAIN                                             | Groenstraat 46 Kaart (OSM)                    | Leentje van Elst (1921-1945)                                    |
|            | HIER WOONDE LAZJER FLINKER GEB. 1898 GEARRESTEERD APRIL 1944 BRUSSEL GEDEPORTEERD 19.5.1944 UIT MECHELEN VERMOORD JANUARI 1945 BERGEN-BELSEN | Dominéstraat 17 Kaart (OSM)                   | Lajzer Noach Flinker (1898-1945)                                |
|            | HIER WOONDE MOZES FLINKER GEB. 1926 GEARRESTEERD 5.4.1944 BRUSSEL GEDEPORTEERD 19.5.1944 UIT MECHELEN VERMOORD JANUARI 1945 BERGEN-BELSEN    | Dominéstraat 17 Kaart (OSM)                   | Moshe Ze'ev Flinker (1926-1945)                                 |
|            | HIER WOONDE MINDLA DE ROCHANINI GEB. 1895 GEARRESTEERD 5.4.1944 BRUSSEL GEDEPORTEERD 19.5.1944 UIT MECHELEN VERMOORD 21.5.1944 AUSCHWITZ     | Dominéstraat 17 Kaart (OSM)                   | Mindla Flinker-de Rochanini (1895-1944)                         |
|            | HIER WOONDE JOHANNES HEIJNEN GEB. 1918 GEARRESTEERD 2.7.1944 VERMOORD 14.1.1945 KAMP NEUENGAMME                                              | Dokter Lemmensstraat 6 Kaart (OSM)            | Johannes Heijnen (1918-1945)                                    |
|            | HIER WOONDE JOSEPHUS HENNEKAM GEB. 1924 GEARRESTEERD 26-8-1944 VERMOORD 30-11-1944 NEUENGAMME                                                | Admiraal Lonckestraat 1 Kaart (OSM)           | Josephus Antonius Maria Hennekam (1924-1944)                    |
|            | HIER WOONDE BLONDINA HIRSCHEL GEB. 1920 GEDEPORTEERD 1942 UIT WESTERBORK VERMOORD 3.9.1942 AUSCHWITZ                                         | Dokter Heijptstraat 17 Kaart (OSM)            | Blondina Hirschel (1920-1942)                                   |
|            | HIER WOONDE ROSETTE HIRSCHEL- VAN NIEROP GEB. 1886 GEDEPORTEERD 1942 UIT WESTERBORK VERMOORD 3.9.1942 AUSCHWITZ                              | Dokter Heijptstraat 17 Kaart (OSM)            | Rosette Hirschel-van Nierop (1886-1942)                         |
|            | HIER WOONDE ESTER HOPSZTAJN GEB. 1893 GEARRESTEERD 20.1.1944 GEDEPORTEERD 8.2.1944 UIT WESTERBORK VERMOORD 11.2.1944 AUSCHWITZ               | Vrouwemadestraat 15 Kaart (OSM)               | Ester Hopsztajn, eigenlijk Ester Wajsbaum-Hopsztajn (1893-1944) |
|            | HIER WOONDE HARTOGH KLEEF GEB. 1887 GEARRESTEERD 16.5.1943 GEDEPORTEERD 25.5.1943 UIT WESTERBORK VERMOORD 28.5.1943 SOBIBOR                  | Hulsdonksestraat 27 Kaart (OSM)               | Hartogh Kleef (1887-1943)                                       |
|            | HIER WOONDE LOUIS KLEEF GEB. 1919 GEARRESTEERD 16.5.1943 GEDEPORTEERD 25.5.1943 UIT WESTERBORK VERMOORD 28.5.1943 SOBIBOR                    | Hulsdonksestraat 27 Kaart (OSM)               | Louis Kleef (1919-1943)                                         |
|            | HIER WOONDE MARKUS KLEEF GEB. 1923 GEARRESTEERD 16.5.1943 GEDEPORTEERD 25.5.1943 UIT WESTERBORK VERMOORD 28.5.1943 SOBIBOR                   | Hulsdonksestraat 27 Kaart (OSM)               | Markus Kleef (1923-1943)                                        |
|            | HIER WOONDE ROSA KLEEF GEB. 1929 GEARRESTEERD 16.5.1943 GEDEPORTEERD 25.5.1943 UIT WESTERBORK VERMOORD 28.5.1943 SOBIBOR                     | Hulsdonksestraat 27 Kaart (OSM)               | Rosa Kleef (1929-1943)                                          |
|            | HIER WOONDE JULIA KLEEF- BOLLEGRAF GEB. 1889 GEARRESTEERD 16.5.1943 GEDEPORTEERD 25.5.1943 UIT WESTERBORK VERMOORD 28.5.1943 SOBIBOR         | Hulsdonksestraat 27 Kaart (OSM)               | Julia Kleef-Bollegraf (1889-1943)                               |
|            | HIER WOONDE JACQUES LEMMEN GEB. 1904 GEARRESTEERD 22.6.1944 VERMOORD 4.9.1944 KAMP VUGHT                                                     | Boulevard 57 Kaart (OSM)                      | Jacques Antoine Marie Lemmen (1904-1944)                        |
|            | FRIEDA VAN LOON GEB. 1924 LEERLINGE GERTRUDIS GEDEPORTEERD 10.8.1942 UIT WESTERBORK VERMOORD 30.9.1942 AUSCHWITZ                             | Vincentiusstraat 53 Kaart (OSM)               | Frieda van Loon (1924-1942)                                     |
|            | HIER WOONDE HUBERTUS MOL GEB. 1914 GEARRESTEERD 7.10.1942 VERMOORD 13.4.1943 HATTINGEN                                                       | Molenstraat 44 Kaart (OSM)                    | Hubertus Mol (1914-1943)                                        |
|            | ELLY BERTHA MONASCH GEB. 1909 GEDEPORTEERD 1942 UIT WESTERBORK VERMOORD 15.12.1942 AUSCHWITZ                                                 | Kalsdonkseweg 89 Kaart (OSM)                  | Elly Bertha Monasch (1909-1942)                                 |
|            | IN ROOSENDAAL WOONDE JACQUES MULDERS GEB. 1917 GEARRESTEERD 3.1.1944 VERMOORD 22.8.1944 KAMP SIEGBURG                                        | Heilig Hartplein 37 Kaart (OSM)               | Jacques Mulders (1917-1944)                                     |
|            | HIER WOONDE SIMONE JOSE VAN NIEROP GEB. 1928 GEDEPORTEERD 1942 UIT WESTERBORK VERMOORD 3.9.1942 AUSCHWITZ                                    | Dokter Heijptstraat 17 Kaart (OSM)            | Simone Jose van Nierop (1928-1942)                              |
|            | HIER WOONDE PIETER PENNEWEERT GEB. 1896 GEARRESTEERD JULI 1944 VERMOORD 11.12.1944 KAMP NEUENGAMME                                           | Dokter Lemmensstraat 30a Kaart (OSM)          | Pieter Penneweert (1896-1944)                                   |
|            | HIER WOONDE JOHANNES VAN DER SLIKKE GEB. 1924 GEARRESTEERD 12.1.1945 VERMOORD 30.1.1945 RIJNDIJK, UTRECHT                                    | Van Gilselaan 14 Kaart (OSM)                  | Johannes van der Slikke (1924-1945)                             |
|            | HIER WOONDE GERARD VAN DE VEN GEB. 1921 GEARRESTEERD IN FRANKRIJK VERMOORD 8.4.1945 KAMP DORA                                                | Brugstraat 44 Kaart (OSM)                     | Gerardus Wilhelmus Antonius Maria van de Ven (1921-1945)        |
|            | HIER WOONDE GEDALJE WAJSBAUM GEB. 1894 GEARRESTEERD 20.1.1944 GEDEPORTEERD 8.2.1944 UIT WESTERBORK VERMOORD 11.2.1944 AUSCHWITZ              | Vrouwemadestraat 15 Kaart (OSM)               | Gedalje Wajsbaum (1894-1944)                                    |
|            | HIER WOONDE HENDRIK VAN DER WAL GEB. 1926 VLUCHT 1943 GEARRESTEERD 1944 IN FRANKRIJK DACHAU VERMOORD 28.1.1945 KAMP VAIHINGEN                | Heuvellaan 18 Kaart (OSM)                     | Hendrik van der Wal (1926-1945)                                 |

## Data van plaatsingen
- 6 april 2010: zeven Stolpersteine op Dokter Heijptstraat 17, Heuvellaan 18, Kalsdonkseweg 89, Burgemeester Schoonheijtstraat 37, Vincentiusstraat 7
- 21 juli 2011: 21 Stolpersteine op Admiraal Lonckestraat 1, Boulevard 57, Bovendonk 115, Brugstraat 44, Dokter Lemmensstraat 6 & 30a, Dominéstraat 17, Groenstraat 46, Heilig Hartplein 37, Hulsdonksestraat 27, Molenstraat 44, Van Gilselaan 14, Vrouwemadestraat 15
- 27 maart 2025: een Stolperstein op Groenstraat 46 (vervangen) en een Stolpersteine op Vincentiusstraat 53 (herplaatst van Bovendonk 115)